# Johannesgrabentunnel
Der Johannesgrabentunnel ist ein sechsspuriger Straßentunnel der  Bundesstraße 14 in Stuttgart-Vaihingen. Er ist 220 Meter lang und wurde 1979 fertiggestellt und ist Teil einer der wichtigsten Ausfallstraßen der Stadt Stuttgart in Richtung Süden und stark mit regionalem und überregionalen Verkehr belastet. An der östlichen Ausfahrt schließt sich das Dreieck Johannesgraben an. In Fahrtrichtung Innenstadt steht ein stationäres Geschwindigkeitsüberwachungsgerät. In Fahrtrichtung Stuttgart Möhringen stehen häufig entsprechende mobile Geräte.  Erlaubt sind 60 km/h stadteinwärts, 80 km/h stadtauswärts und auf diese Weise wird der Autobahnverkehr an die Geschwindigkeit des Stadtverkehrs angepasst. Weiter stadtauswärts vom Tunnel geht die B 14 in die Bundesautobahn 831 über. Über den Tunnel und das Dreieck Johannesgraben laufen weiterhin die ausgeschilderten Umleitungsstrecken zur Bundesautobahn 8.
Bis zum Dezember 2014 wurde der Tunnel instand gesetzt.

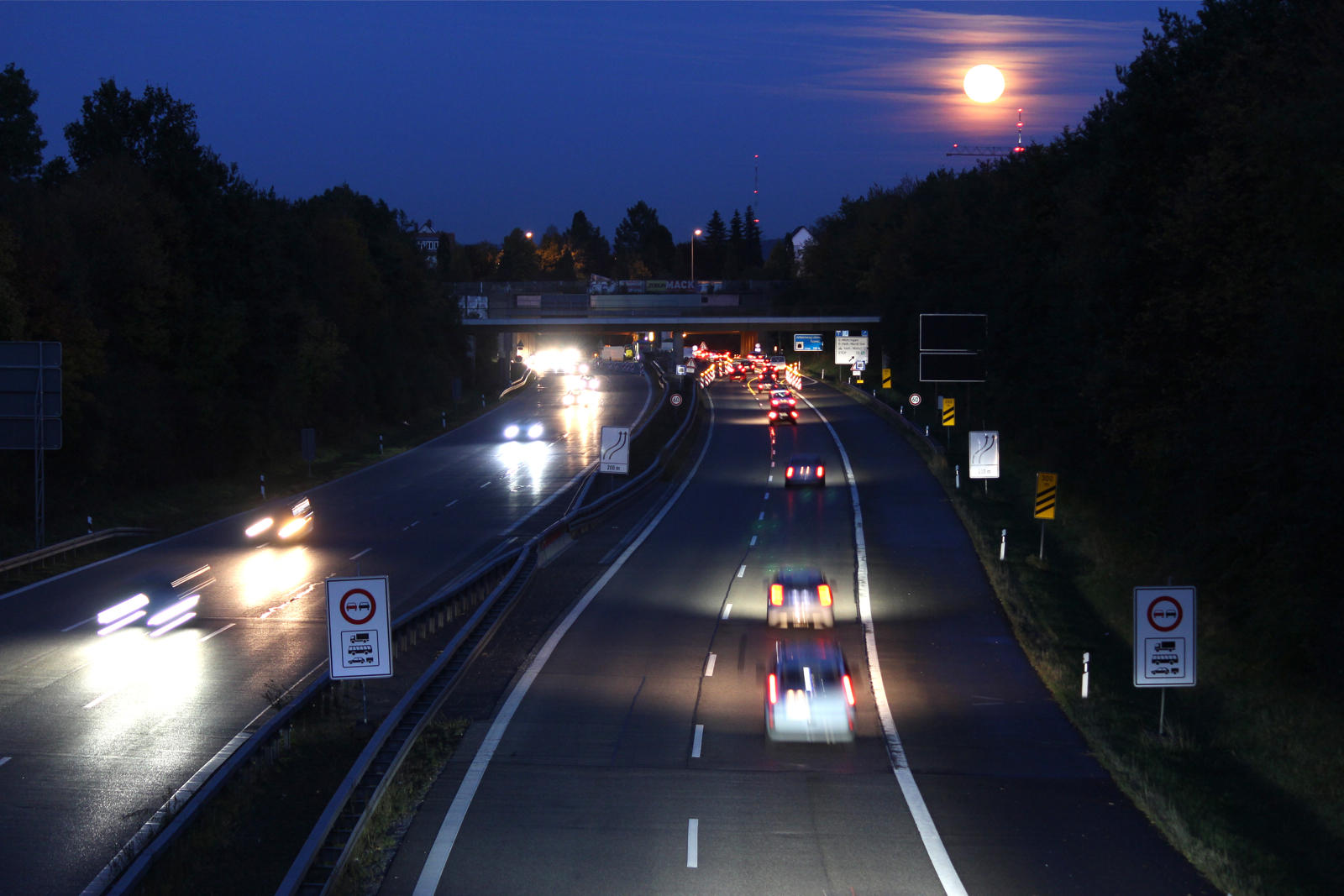
B 14 kurz vor dem Johannesgrabentunnel während Bauarbeiten am Tunnel 2013